# 任天堂VS.システム
任天堂VS.システム（にんてんどうブイエスシステム）は、1984年2月に任天堂が開発したアーケードゲーム基板。
広義には、この基板を同梱した任天堂純正の筐体（任天堂VS筐体。「概要」にて詳述）も併せて称される場合がある。

## 概要
任天堂のゲーム機「ファミリーコンピュータ」の構造を応用して開発されたものである。そのため、ファミコンからの移植が容易であり、『レッキングクルー』など、VS.システムからファミコンに移植されたゲームも多数ある。また『VS.バルーンファイト』などファミリーコンピュータ用と同時に開発していたゲームもあった。
ゲームは任天堂からだけでなくナムコ（現・バンダイナムコエンターテインメント）などのサードパーティーからもリリースされた。アーケードゲーム基板として、ファミリーコンピュータの本来の仕様から拡張された機能もあり、例えば『VS.バルーンファイト』はキャラクターの動きに合わせた画面縦方向のスクロールが追加された。
筐体は日本版の場合、赤いボディの対面座式（ディスプレイ2台）で、片側に2名座っての同時プレイも可能。最大同時プレイ人数は『テニス』の4名。一方で海外版はアップライトタイプとなっており、2台のアップライト筐体をハの字型に角度をつけたような造りとなっており、相手スクリーンが見えないように工夫されている。
純粋に任天堂VS筐体に搭載されるケースがほとんどであったが、一部はアーケード版『ドンキーコングJR.』、『ポパイ』等の旧テーブル・アップライトに搭載できるキット、任天堂社外搭載キットも後々リリースされた。
ナムコ製のソフトに交換する際には交換用のボタンが供給されたため、ナムコ製のソフトが稼働している筐体では純正のボタンではなく交換されたボタンが使われていた。またナムコのソフトタイトルは原則、ナムコ直営店でしか稼動しておらず、人気を呼んだ同システムの中においても他のメーカーのものに比べ普及率が低い。

## 歴史
1984年1月18日に任天堂東京支店、1月20日に大阪支店のショールームで披露される。
同年2月初旬に日米同時発売する。
1985年11月18日には任天堂東京支店と大阪支店のショールームで『VS.クルクルランド』と『VS.エキサイトバイク』の2ゲーム一体型の筐体を発表する。
1986年に任天堂は家庭用機のファミリーコンピュータが好調な一方で業務用機の売り上げが減少していることもあり、日本国内でのアーケードゲーム事業より撤退するが、その後しばらくはサードパーティよりゲームの供給を続けた。一方、日本国外のVS.システムに関しては1990年の『VS. Dr.マリオ』）まで新作の供給を続けていた。なお、1986年には日本国外向けの業務用後継機としてPlayChoice-10をリリースしているが、こちらは機能面では日本国内におけるファミコンボックスに近い。

## 発売ソフト
ソフト的には海外版であってもNintendo of America等の一部表記以外はほとんど国内版と同様であるが日本未発売タイトルも多い。米国任天堂は当時、パブリッシャーとディストリビューターを兼ねていたため、他社で開発されたアーケードゲームの発売元や販売元となることが多かったことなどから、特にサードパーティー製品の逆移植作が多く発売されていた。これらのほとんどは国内未発売である。

### 発売品
| タイトル                        | 販売           | 発売日         | 発売日     | 備考                                                                                       |
| タイトル                        | 販売           | 日本           | 北米       | 備考                                                                                       |
| ------------------------------- | -------------- | -------------- | ---------- | ------------------------------------------------------------------------------------------ |
| VS.テニス                       | 任天堂         | 1984年2月      | 1984年4月  | 1984年10月3日の第22回アミューズメントマシンショーに出展                                    |
| VS.麻雀                         | 任天堂         | 1984年2月      | 未発売     |                                                                                            |
| VS.ベースボール                 | 任天堂         | 1984年5月1日   | 1984年4月  | 日本では当初3月下旬発売予定だった。1984年10月3日の第22回アミューズメントマシンショーに出展 |
| VS.ダックハント                 | 任天堂         | 未発売         | 1984年4月  |                                                                                            |
| VS.レッキングクルー             | 任天堂         | 1984年8月上旬  | 1984年9月  | 1984年10月3日の第22回アミューズメントマシンショーに出展                                    |
| VS.ピンボール                   | 任天堂         | 1984年8月上旬  | 1984年10月 | 1984年10月3日の第22回アミューズメントマシンショーに出展                                    |
| VS.ゴルフ                       | 任天堂         | 1984年8月上旬  | 1984年10月 | 1984年10月3日の第22回アミューズメントマシンショーに出展                                    |
| VS.レディースゴルフ             | 任天堂         | 未発売         | 1984年12月 |                                                                                            |
| VS.バルーンファイト             | 任天堂         | 1984年11月中旬 | 1984年9月  | 1984年10月3日の第22回アミューズメントマシンショーに出展                                    |
| VS.クルクルランド               | 任天堂         | 1984年12月7日  | 未発売     |                                                                                            |
| VS.エキサイトバイク             | 任天堂         | 1984年12月7日  | 1985年3月  |                                                                                            |
| VS.アーバンチャンピオン         | 任天堂         | 1984年12月下旬 | 1985年1月  |                                                                                            |
| VS.アイスクライマー             | 任天堂         | 1985年2月上旬  | 1984年10月 |                                                                                            |
| VS.ホーガンズアレイ             | 任天堂         | 未発売         | 1985年4月  |                                                                                            |
| VS.バンゲリングベイ             | 任天堂         | 1985年4月      | 1985年     |                                                                                            |
| VS.マッハライダー               | 任天堂         | 1985年8月下旬  | 1986年1月  | 1985年10月31日のAmusement & Music Operators Associationエキスポに出展                      |
| バトルシティー                  | ナムコ         | 1985年10月     | 未発売     |                                                                                            |
| VS.サッカー                     | 任天堂         | 1985年12月10日 | 1985年11月 | 1985年10月31日のAmusement & Music Operators Associationエキスポに出展                      |
| スターラスター                  | ナムコ         | 1985年12月     | 未発売     |                                                                                            |
| 忍者じゃじゃ丸くん              | ジャレコ       | 1986年4月上旬  | 未発売     |                                                                                            |
| VS.スーパーマリオブラザーズ     | 任天堂         | 未発売         | 1986年5月  |                                                                                            |
| ガムシュー                      | 任天堂         | 未発売         | 1986年5月  |                                                                                            |
| スーパーチャイニーズ            | ナムコ         | 1986年6月      | 未発売     |                                                                                            |
| バベルの塔                      | ナムコ         | 1986年7月      | 未発売     |                                                                                            |
| ワルキューレの冒険              | ナムコ         | 1986年8月      | 未発売     |                                                                                            |
| スーパーゼビウス ガンプの謎     | ナムコ         | 1986年9月      | 未発売     |                                                                                            |
| VS.スカイキッド                 | サン電子       | 未発売         | 1986年7月  | 制作：ナムコ、1986年11月6日のAmusement & Music Operators Associationエキスポに出展         |
| VS. Slalom （スラローム）       | 任天堂         | 未発売         | 1986年10月 | 制作：Rare、1986年11月6日のAmusement & Music Operators Associationエキスポに出展           |
| VS.グラディウス                 | 任天堂         | 未発売         | 1986年11月 | 制作：コナミ、1986年11月6日のAmusement & Music Operators Associationエキスポに出展         |
| VS.グーニーズ                   | 任天堂         | 未発売         | 1986年11月 | 制作：コナミ、1986年11月6日のAmusement & Music Operators Associationエキスポに出展         |
| プロ野球ファミリースタジアム    | ナムコ         | 1986年12月上旬 | 未発売     |                                                                                            |
| バレーボール                    | 任天堂         | 未発売         | 1986年12月 |                                                                                            |
| VS.キャッスルヴァニア           | 任天堂         | 未発売         | 1987年4月  | 制作：コナミ                                                                               |
| ファミリーボクシング            | ナムコ         | 1987年6月      | 未発売     | 制作：ウッドプレイス                                                                       |
| VS.R.B.I.ベースボール           | アタリ         | 未発売         | 1987年9月  | 制作：ナムコ                                                                               |
| VS.T.K.O. Boxing                | データイースト | 未発売         | 1987年10月 | 制作：ウッドプレイス                                                                       |
| プロ野球ファミリースタジアム'87 | ナムコ         | 1987年12月     | 未発売     |                                                                                            |
| ファミリーテニス                | ナムコ         | 1987年12月中旬 | 未発売     |                                                                                            |
| VS.トップガン                   | 任天堂         | 未発売         | 1988年3月  | 制作：コナミ、1988年のAmerican Coin Machine Expositionに出展                               |
| フリーダムフォース              | サン電子       | 未発売         | 1988年3月  | 1988年のAmerican Coin Machine Expositionに出展                                             |
| カイの冒険                      | ナムコ         | 1988年7月      | 未発売     | 制作：ゲームスタジオ                                                                       |
| プラトゥーン (ゲーム)           | サン電子       | 未発売         | 1988年11月 |                                                                                            |
| プロ野球ファミリースタジアム'88 | ナムコ         | 1988年12月     | 未発売     |                                                                                            |
| テトリス                        | アタリ         | 未発売         | 1988年     |                                                                                            |
| VS.ドクターマリオ               | 任天堂         | 未発売         | 1990年9月  |                                                                                            |

### 未発売品
| タイトル                                 | 販売     | 備考                                                                            |               |        |  |
| ---------------------------------------- | -------- | ------------------------------------------------------------------------------- | ------------- | ------ |  |
| タイトル                                 | 販売     | 備考                                                                            | VS. Motocross | 任天堂 |  |
| VS. Nintendo 500                         | 任天堂   |                                                                                 |               |        |  |
| VS. Helifighter                          | 任天堂   |                                                                                 |               |        |  |
| VS. Football                             | 任天堂   |                                                                                 |               |        |  |
| VS. Head to Head Baseball                | 任天堂   |                                                                                 |               |        |  |
| かんしゃく玉なげカン太郎の東海道五十三次 | サン電子 |                                                                                 |               |        |  |
| マドゥーラの翼                           | サン電子 |                                                                                 |               |        |  |
| ライオネックス                           | サン電子 | 1986年10月7日の第24回アミューズメントマシンショーに出展                         |               |        |  |
| マイティボンジャック                     | テクモ   | 1986年10月7日の第24回アミューズメントマシンショーに出展                         |               |        |  |
| グリダイアンファイト                     | テクモ   | 1986年10月7日の第24回アミューズメントマシンショーに出展                         |               |        |  |
| アテナ                                   | サン電子 | 制作：SNK、1986年11月6日のAmusement & Music Operators Associationエキスポに出展 |               |        |  |
| グレートテニス                           | ジャレコ | 1988年10月5日の第26回アミューズメントマシンショーに出展                         |               |        |  |

## 生産終了後の動向
ファミコンのRGB出力化改造のため、部品取りに使われる事も多かった。
2016年9月10日から2017年3月12日にかけて川口市のSKIPシティ内映像ミュージアムで開催された展示会「あそぶ!ゲーム展 ステージ2：ゲームセンターVSファミコン」では任天堂VS.システムの筐体が展示され、『VS.エキサイトバイク』や『VS.アイスクライマー』などを実際にプレイすることができた。
2017年からは、Nintendo Switch用のアーケードアーカイブスでVS.システムのゲームが順次配信されている。
2018年5月31日にゲーム周辺機器メーカーのコロンバスサークルより、本機を模した対面型アーケードスタンドがNintendo Switch用として発売された。片面あたり、本体1台とジョイコン（コントローラー）2個をセットすることができ、オリジナル筐体に近い雰囲気でゲームを楽しむことができる。